# Remetea Chioarului
Remetea Chioarului (Hongaars:Kővárremete) is een Roemeense gemeente in het district Maramureș. De gemeente bestaat uit vijf dorpen: Berchez (Magyarberkesz), Berchezoaia (Berkeszpataka), Posta (Pusztafentős), Remecioara (Kisremete) and Remetea Chioarului.
Remetea Chioarului telt 2872 inwoners.
Het dorp Berchez kent een Hongaarse meerderheid.